# Women in Animation
WIA (původně Women in Animation) je nezisková organizace, která vznikla s cílem rozvíjet, zviditelnit a podpořit animátorky v oblasti umění, vědy a podnikání v oboru animace. Pobočky organizace najdeme v Los Angeles, San Franciscu, New Yorku, Dublinu, Puné a Torontu. WIA uvádí, že nedostatek stejného počtu žen a mužů v animační profesi je způsoben tím, že "bylo velmi málo práce na záměrné změně současného statutu quo“. S cílem pomoci ženám zpřístupnit animátorskou profesi, organizace vytvořila také mentoringový program, uděluje stipendia a pořádá také různé přednášky a akce. Organizaci v současnosti vede Margaret Dean na pozici ředitelky.

## Historie
WIA byla založila v roce 1995 producentka a novinářka Ritou Street společně s animátorkou Phyllis Craig. Craig pracovala v několika animačních studií jako jsou Disney, Hanna-Barbera a Marvel na pozici výtvarnice, konturistky nebo koloristky. S přijetím na pozici animátorky do studia Disney však měla problémy, zpusobené všeobecným přesvědčením, že pouze muži mohou být animátoři a ženy mohou být pouze koloristky nebo konturistky. Phyllis Craig zemřela 8. května v roce 1997, a WIA na její památku vytvořila stipendium nazvané „The Phyllis Craig Scholarship Fund“.
V roce 2013 převzaly roli spolupředsedkyň WIA Margaret Dean a Kristy Scanlan a v lednu roku 2015 zvýšily počet ze 120 aktivních členů na 800. Margaret Dean je v současnosti předsedkyní WIA. Od té doby WIA vytvořila více programů; jedním z nich tzv. “50/50 by 2025”, což je prohlášení, jehož podpisem lze podpořit snížení rozdílů v zaměstnanosti žen v animačním průmyslu. Další prohlášení, nazvané “Animation Studio Anti-Harassment Pledge” (ASAP), se zasazuje o bezpečnější pracovní podmínky pro animátorky a podporuje jejich antidiskriminaci. WIA také pořádá každoroční mentorské programy, v rámci nichž mohou zájemci získávat zkušenosti od zkušených animátorek.

## Genderové rozdíly v animačním průmyslu
Přestože animátorky se od dob, kdy studio Disney rozesílalo odmítavé dopisy, v nichž uvádělo, že “Ženy nevytváří žádnou kreativní práci v návaznosti k přípravám kreslených filmů pro filmové plátno, všechnu tuto práci výhradně zastávají mladí muži”, výrazně posunuly, podmínky v animačním průmyslu se proměňuje velice pomalu. Během třicátých let byly ženy zaměstnány ve studiu Disney pouze jakou konturistky a koloristky. Byly záměrně odrazovány od animátorského řemesla a nebyl jim umožněn vstup do animačního studia, pokud se nejednalo o obchodní záležitost. Teprve roku 1941, kdy se Amerika zapojila do 2. světové války, začali v Disney zaučovat i ženy do animátorské profese, aby zaplnili volná místa po mužích, kteří odešli do války.
Podle Los Angeles Magazine je v současnosti mezi studenty animace z CalArts Valencia 70%, z UCLA 66% a z USC 55% žen. Navzdory rychle rostoucímu počtu žen studujících animaci jsou statistiky v oboru stále slabým důkazem dosažení genderové rovnosti. Animation Guild, IATSE Local 839, je sdružení zastupující více než 4 000 umělců, spisovatelů a techniků v oboru animace v Los Angeles. Na základě těchto údajů bylo v roce 2015 20,6% pracovníků Cechu žen. Toto číslo se v roce 2016 zvýšilo na 23,2% a nakonec dosáhlo milníku 25,6% v roce 2018. Ačkoli se zdá, že počet žen ve filmovém průmyslu se zvyšuje, bližší pohled do statistik z roku 2015 v klíčových oblastech animace ukazuje, že pouze 1% je tvořeno výtvarnicemi, 3% režisérkami a 5% scenáristkami. S rokem 2019 narostl počet vedoucích pracovnic v animačním průmyslu na více než polovinu, v televizi na 39%. Nicméně ženy režisérky tvoří 3 % animovaných filmů, zatímco barevné ženy pouze 1 %.

## Události
WIA již uspořádala přes 100 akcí. Mezi nimi se objevily např. akce pod názvy “WIA Conversations”,”Voices in the Room”, “The WIA Mentorship Experience”, ad. typz akcí a přednášek. WIA také pořádala filmová promítání, debaty, workshopy a “měsíční networkingová setkání”.
V roce 2014 WIA zahájila svůj první mentorský program, který byl otevřen členům WIA v okolí Los Angeles.  Tento mentorský program pokračuje do současnosti. Je určen k tomu, aby účastníkům pomohl získat větší „znalosti v odvětví a přístup k informacím prostřednictvím vztahů se zkušenými profesionály“.
WIA uspořádala řadu aktivit a vynaložila k zvýšení povědomí o ženách v animačním průmyslu. V roce 2015 WIA pořádala diskusi o ženách v animaci, kde byli prezentovány statistiky, které uvádějí, že ač 60% studentů studujících na řadě různých animátorských škol v Los Angeles jsou ženy, pouze 20% pracujících animátorek v oboru se objevují v kreativních pozicích, a to ne jen na asistentských postech.
22. listopadu 2015 WIA měla svůj stánek a také přednášku na CTN Animation Expo. Příznivci WIA se podepsali na velký plakát s logem organizace za jejich stánkem. Svým podpisem se k nim přidal také Floyd Norman. Tématem přednášky na CTN bylo již zmiňované téma "50/50 by 2025 (#5050by2025)", které se stalo námětem diskuze o dosáhnutí rovného poměru 50% mezi ženami a muži v animačním průmyslu do roku 2025.  Další cílem 50/50 je 2025 je „vnést více pestřejší a pozitivní zastoupení na filmové plátno.” 

## Stipendia
Úmrtí Phyllis Craigové inspirovalo vytvoření ročního stipendijního fondu v hodnotě 1 000 $ nazvaný "The Phyllis Craig Scholarship Fund“ (PCSF) na její počest, přičemž deadline pro příhlášení je stanoven na 29. dubna, tedy v den jejích narozenin. WIA také vytvořila každoroční stipendijní program “Women in Animation Scholarship Program“ sloužící jako finanční podpora studentek věnujících se animaci. Z 83 uchazeček ze 44 škol bylo stipendium uděleno osmi studentkám. Stipendijní fond pro rok 2020 činil 15 000 $ a zároveň poskytoval programovou odměnu od Animation Mentor a Toon Boom.